# Austrotyphlops leptosomus
Austrotyphlops leptosomus là một loài rắn trong họ Typhlopidae. Loài này được Robb mô tả khoa học đầu tiên năm 1972.